# Tadeusz Krafft
Tadeusz Krafft (ur. 2 lipca 1961 w Bytomiu) – polski piłkarz występujący na pozycji pomocnika.

## Życiorys
W barwach Szombierek Bytom zdobył mistrzostwo Polski. Następnie wyjechał za granice kraju, grał najpierw w Eintrachcie Heessen, a następnie przez rok w Borussii Dortmund. W klubie z Westfalii spędził jednak tylko rok, zagrał w 4 meczach pierwszej drużyny i odszedł do Rot-Weiss Essen, gdzie także spędził rok. Następnie wyjechał do Stanów Zjednoczonych, gdzie grał w zespołach piłki halowej – Chicago Sting oraz Chicago Power.